# サイズ・リアルエステート
株式会社サイズ・リアルエステート（Sides Real Estate , Inc.）は、大阪市淀川区に本社を置く不動産会社である。

## 沿革
- 1964年（昭和39年）の東海道新幹線・大阪市営地下鉄御堂筋線新大阪駅の開業に伴い、新大阪の商業地開発に特化した不動産会社として1961年（昭和36年）に設立される。
- 大阪府許認可第一号
- 1970年の大阪万博開催に伴い大阪北部の住宅地開発も手掛けた。
- 大阪府知事免許(17)第00001号（現在）